# Dan (Kibbuz)
Der Kibbuz Dan (hebräisch דָּן) ist eine Kibbuz in Obergaliläa in Nordisrael.
Das Dorf liegt acht Kilometer östlich von Kirjat Schmona, nahe an der Blauen Linie der Grenze zum Libanon am Fuße des Golangebirgszuges. Der Kibbuz hatte 2018 732 Einwohner.

## Geschichte
Der Kibbuz geht auf eine 1939 als Turm-und-Palisaden-Siedlung gegründete Niederlassung zurück, wie sie vielfach von der Hagana initiiert wurde. Sein Name leitet sich von der antiken Stadt Dan her, deren Überreste am Tel Dan (ein Kilometer nördlich) liegen (in der Bibel z. B. in 1.Kön 12,29; 1.Sam 3,20 erwähnt). Dort soll der Siedlungsbereich des Stammes Dan gewesen sein (in der Bibel z. B. in 1.Mose 14,14; Jos 19,40–48 erwähnt). Dort entspringt auch der Fluss Dan, der wichtigste Quellfluss des Jordans.
Das Kibbuz Dan wurde ab 1939 von jüdischen Bauern, die aus Transsylvanien in Rumänien eingewandert waren, als Teil der „Turm und Mauer Kampagne“ aufgebaut. Die Kibbuznikim (Mitglieder) entstammten aus der sozialistisch-zionistischen Jugendbewegung HaSchomer haZaʿir. Im Jahre 1947 betrug die Einwohnerzahl 340 Personen. Dan war eine von zwei Gründungen, die zu Ehren des zionistischen Führers Menachem Ussishkin errichtet wurden. Als in diesem Bereich nahe der israelisch-syrischen Grenze Streitkräfte Syriens am 15. Mai 1948, dem Tag nach Gründung Israels, einmarschierten und wie befohlen den Krieg um Israels Unabhängigkeit mit eröffneten, töteten sie hier Kibbuznikim.

## Geographie

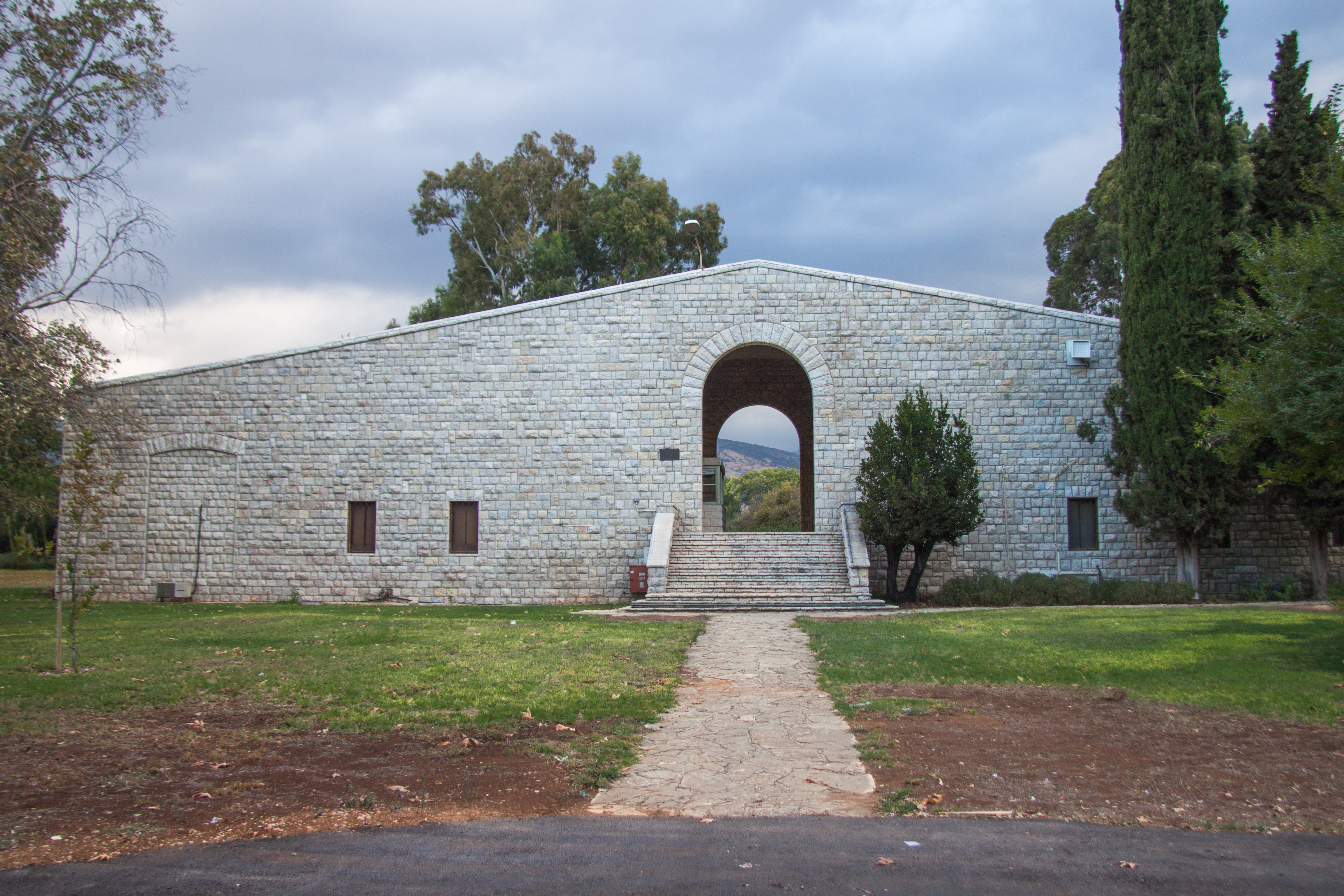
Museum Beit Ussischkin, 2013

Für den Kibbuz wirtschaftlich am bedeutsamsten ist die Zucht von Forellen und die Gewinnung von Osietra-Kaviar.
Das nahegelegene „Dan-Naturreservat“ mit einer üppigen Vegetation im Bereich des Flusses und dem antiken Siedlungshügel Tel Dan werden touristisch beworben. Der Kibbuz betreibt seit 1955 das Museum Beit Ussischkin, u. a. mit Informationen zur Trockenlegung der Chulaebene und mit Funden vom Tel.
Kibbuz Dan ist offizieller Start oder Zielpunkt des Schvil Israel, eines durchgehenden Fernwanderweges bis Eilat.